# Денежно-кредитное управление Сингапура
Денежно-кредитное управление Сингапура (англ. Monetary Authority of Singapore, кит. 新加坡金融管理局, малайск. Penguasa Kewangan Singapura) — центральный банк и государственное управление финансового регулирования Сингапура.

## Функции
Основные функции Денежно-кредитного управления Сингапура:
- осуществлять деятельность как центральный банк Сингапура, включая осуществление денежно-кредитной политики, эмиссию денежных знаков, надзор за платёжными системами и обслуживание Правительства Сингапура в качестве банкира и финансового агента
- осуществление надзора за финансовыми услугами и мониторинг финансовой стабильности
- управление валютными резервами Сингапура
- развивать Сингапур как международный финансовый центр.

## История
До 1970 года денежно-кредитные функции были распределены между несколькими правительственными учреждениями Сингапура. В 1970 году Парламентом Сингапура был принят Закон о Денежно-кредитном управлении Сингапура (англ. Monetary Authority of Singapore act). С 1 января 1971 года Денежно-кредитное управление Сингапура начало свою деятельность. Закон возложил на Денежно-кредитное управление Сингапура обязанности по регулированию всех денежно-кредитных, банковских и финансовых вопросов в Сингапуре.
Денежно-кредитное управление Сингапура имеет право представлять интересы Сингапура в качестве банкира и финансового агента Правительства Сингапура. На Управление возложены функции по поддержанию финансовой стабильности, кредитного и валютного регулирования в стране, способствующие развитию экономики страны.
В апреле 1977 года Правительством Сингапура на Денежно-кредитное управление Сингапура возложены обязанности по регулированию страховой деятельности в стране. Обязанности по регулированию рынка ценных бумаг были возложены на Управление в сентябре 1984 году Законом о рынке ценных бумаг (англ. Securities Industry Act). После слияния 1 октября 2002 года Денежно-кредитного управления Сингапура с Советом председателей по денежному обращению (англ. Board of Commissioners of Currency) на Управление были возложены функции по выпуску сингапурских долларов.